# Catedral de Nuestra Señora de Guadalupe (Canelones)
La Catedral y Santuario Nacional de Nuestra Señora de Guadalupe se levanta en la ciudad de Canelones, capital del Departamento homónimo. En la República Oriental del Uruguay. 

## Historia
La primera iglesia data de 1775. En 1843 se construyó el edificio actual, posteriormente ampliado. Desde 1900 dispone de un órgano mecánico. Está dedicada a la Virgen de Guadalupe, dado que este era el nombre original de la ciudad, Villa Nuestra Señora de Guadalupe.
Cuenta con un órgano del año 1900, restaurado en 1989.
Desde 1961 es sede de la Diócesis de Canelones.
La Catedral de Canelones fue declarada Santuario Nacional de Nuestra Señora de Guadalupe en 2020.
El decreto fue firmado el 18 de junio al finalizar la Asamblea Plenaria de Obispos, luego de la solicitud realizada por Mons. Alberto Sanguinetti, Obispo de Canelones.